# Santana do Garambéu
Santana do Garambéu là một đô thị thuộc bang Minas Gerais, Brasil. Đô thị này có diện tích 202,794 km², dân số năm 2007 là 2104 người, mật độ 10,6 người/km².